# Baldriga de Christmas
La baldriga de Christmas (Puffinus nativitatis) és un ocell marí de la família dels procel·làrids (Procellariidae), d'hàbits pelàgics, cria a les illes hawaianes de Sotavent, Tuamotu, Marshall i Kiritimati i es dispersa pel Pacífic.